# Aspidosperma megalocarpon
Aspidosperma megalocarpon llamado comúnmente chiche colorado, chiche o carretillo, es un árbol que pertenece a las apocináceas, originario de México. 

## Descripción
Alcanza hasta 35 m de altura. Tronco erecto vertical, presenta un látex blanco. Hojas elíptico-oblongas a elípticas, de 6–16 cm de largo y 2.5–7 cm de ancho, ápice agudo a cortamente acuminado, base obtusa. Inflorescencia cimosa, con flores blancas; sépalos de 3–6 mm de largo; corola hipocrateriforme, aplicado-pubérula por fuera, tubo de 4–6 mm de largo, lobos oblongos, 5–6 mm de largo. Frutos suborbiculares, típicamente de 6–8 cm de largo, esencialmente glabros, la superficie finamente lenticelado-maculada y obviamente arrugada. Dentro y rodeada por una película delgada en forma de disco, se encuentra la semilla, plana y circular. Al madurar el fruto, las corrientes de aire entran en la bellota e impulsan estos discos hacia afuera, de manera que las semillas van lejos al exterior, impulsadas por las corrientes de viento.

## Distribución y hábitat
Se distribuye por México, Belice, Costa Rica, El Salvador, Guatemala, en donde es conocido comúnmente como Malerio, Valerio o Chíchique, Guayana Francesa, Honduras, Panamá, Surinam, Colombia y Venezuela.  Conocida en Nicaragua  se encuentra ocasionalmente en los bosques muy húmedos, en Estelí y Zelaya en alturas de  350–700 metros.

## Usos
La medicina tradicional le atribuye a la corteza propiedades para aliviar la diabetes. Su madera se utiliza en la construcción y elaboración de cabos de hacha.

## Nombres comunes
- Bayo, Bayo rojo, Carreto, Chiche colorado, Colorado, Manzanilla, Manzanillo, Nazareno, Volador, Zapote volador, Zapotillo blanco (Español)
- El Salvador: Candelo, Chilillo, javillo, molleja de pato.[4]
- Ballester, Bayalté, Chicha, Chichi, Chichi blanco, Chichi prieto, Hichichi, Huichichi, Huichiché, Jijiché, Pelmash, Pelmax, Saa yuc, Telmax ND[5]